# Talk on Corners
Talk on Corners là album phòng thu thứ hai của ban nhạc pop rock người Ireland The Corrs. Album được phát hành vào ngày 17 tháng 10 năm 1997 bởi 143, Lava và Atlantic Records. Mở đầu là thành công của lead single "Only When I Sleep" (lọt vào top 10 bài hit quốc tế), album đã ngay lập tức gặt hái thành công tại nhiều vùng lãnh thổ như Ireland, Tây Ban Nha, Thụy Điển, Đan Mạch, Úc, New Zealand và Nhật Bản. Tuy nhiên, thành tích thương mại lúc đầu của nhạc phẩm tại những nước khác thì khá khiêm tốn.
Một năm sau, toàn bộ buổi hòa nhạc của từ nhà hát Royal Albert Hall của The Corrs đã được phát sóng trực tiếp trên kênh BBC One nhân dịp ngày thánh Patriciô; tại đây trong màn biểu diễn bài "Dreams" của họ có sự góp mặt của tay trống Mick Fleetwood từ nhóm Fleetwood Mac. Sự kiện này đã giúp cho danh tiếng của ban nhạc vang xa trên thị trường quốc tế. Một bản phối lại của "Dreams" tiếp tục trở thành bài hit đầu tiên của nhóm lọt vào top 10 trên UK Singles Chart. Một tháng sau, đĩa nhạc được tái bản có bổ sung thêm ca khúc dưới dạng tặng kèm. Đây là bản đầu tiên trong số nhiều bản khác nhau của Talk on Corners được phát hành trong chu kỳ quảng bá album kéo dài hai năm.
Trong giai đoạn này, ban nhạc phát hành một loạt các đĩa đơn ăn khách, đỉnh nhất là bản phối lại bài "Runaway" của Tin Tin Out đã giành vị trí cao nhất là hạng á quân ở Liên hiệp Anh. The Corrs còn đi lưu diễn khắp nơi để quảng bá cho đĩa nhạc: Talk on Corners World Tour chứng kiến nhóm biểu diễn gần 160 buổi hòa nhạc chia làm 12 chặng riêng. Album có 10 tuần chiếm ngôi đầu bảng ở Liên hiệp Anh. Nhạc phẩm kết thúc năm với danh hiệu album bán chạy nhất năm, và vẫn là một trong những album bán chạy nhất mọi thời đại ở khu vực này, cũng như là album bán chạy nhất của một nghệ sĩ Ireland từ trước đến nay.

## Hoàn cảnh ra đời và thu âm
The Corrs bắt đầu sáng tác chất liệu nhạc mới ở California vào tháng 7 năm 1996, lúc đầu dưới sự giám sát của nhà sản xuất David Foster. Giọng ca chính Andrea Corr miêu tả quá trình làm Talk on Corners là "một cuộc đấu tranh", khi ban nhạc chịu áp lực từ hãng đĩa Atlantic Records nhằm đem đến một sản phẩm tiếp nối thành công so với album đầu tay Forgiven, Not Forgotten (1995). Quản lý John Hughes của họ cho rằng hội chứng album thứ hai là thứ áp lực chung cho toàn bộ các nghệ sĩ thu âm, song cho biết hãng đĩa còn đưa ra những yêu sách khác nữa do lo ngại không có bài hát nào mà họ được giới thiệu có tiềm năng thành các đĩa đơn hit. Hãng đĩa ghét hai bài "What Can I Do" và "So Young" (đặc biệt là "So Young") và ban nhạc phải đấu tranh dữ dội để đưa ca khúc vào album.
Những nhà sản xuất và nhạc sĩ đồng sáng tác đã được mời đến để cải thiện tiềm năng tạo hit của album, gồm có Carole Bayer Sager, Glen Ballard, Oliver Leiber, Rick Nowels và Billy Steinberg. Việc sử dụng các nhà sản xuất khác nhau trong những bài khác nhau lại làm nảy sinh thêm khó khăn: ban nhạc khó đạt được tính nhất quán xuyên suốt toàn bộ album, dù cho vấn đề này sau đấy được giải quyết khi the Corrs mất hơn 40 giờ trong thời gian thu âm để làm công đoạn ghi đè. Tháng 5 năm 1997, album hoàn chỉnh được gửi tới cho Atlantic, song hãng không mấy ấn tượng với bản nhạc và yêu cầu ban nhạc thu âm thêm những bài mới. Khi bị nhóm từ chối, hãng đĩa dọa kiện ban nhạc vì vi phạm hợp đồng. Vụ lùm xùm này chỉ được giải quyết khi John Hughes ký một bản hợp đồng cam đoan doanh số bán album trong tương lai, và vị quản lý này sẽ chịu trách nhiệm về mặt pháp lý nếu Talk on Corners không thể đem về lợi nhuận cho Atlantic.

## Sáng tác và phong cách
Talk on Corners là một album thuần thể loại pop rock, song cũng có chứa những yếu tố của nhạc Celtic và nhạc dân gian Ireland. Andrea Corr là người viết lời chính của album, cô còn đồng sáng tác nhiều bài hát với các nhà soạn nhạc và nhà sản xuất gạo cội: cô đồng sáng tác bài "Queen of Hollywood"  với Glen Ballard (nổi tiếng nhất nhờ đồng sáng tác bài "Man in the Mirror" của Michael Jackson vào năm 1987, cũng như đồng sáng tác và sản xuất album Jagged Little Pill của Alanis Morissette vào năm 1995). "Intimacy" được đồng sáng tác bởi nghệ sĩ guitar Neil Giraldo của Pat Benatar và Billy Steinberg—tác giả của các đĩa đơn hit như "Like a Virgin" (1984) của Madonna và "Eternal Flame" của The Bangles (1989). Nhiều bài hát trong đĩa nhạc được đồng sáng tác và sản xuất bởi Oliver Leiber, con trai của nhà soạn nhạc Jerry Leiber và Mike Stoller – đồng tác giả các bài hit nổi tiếng nhất của các thập niên 50 và 60 như "Hound Dog" (1953) và "Jailhouse Rock" (1957) của Elvis Presley, cũng như "Stand by Me" (1961) của Ben E. King. Bản cover bài hát "Little Wing" của Jimi Hendrix có sự tham gia của nhóm nhạc dân gian Ireland The Chieftains. Tựa album được lấy từ một câu trong bài hát "Queen of Hollywood".

## Đánh giá chuyên môn
| Đánh giá chuyên môn | Đánh giá chuyên môn |
| Nguồn đánh giá      | Nguồn đánh giá      |
| Nguồn               | Đánh giá            |
| ------------------- | ------------------- |
| AllMusic            | [ 4 ]               |
| Rolling Stone       | [ 5 ]               |

Album nhận được đông đảo đánh giá tích cực từ giới phê bình âm nhạc. Cây viết Becky Byrkit của AllMusic chấm đĩa nhạc 4/5 sao và khen ngợi phần hòa âm giọng hát của nhóm, cũng như tính nhất quán của album. Cô lưu ý bản cover bài "Little Wing" của nhóm là "lát cắt hay nhất và giàu tinh thần Celtic nhất" của album. Stephen Segerman từ tạp chí âm nhạc Rock của Nam Phi chấm album điểm 8/10, ông khen ngợi nhạc phẩm kết hợp "bầu không khí sung túc và rock [hơn Forgiven, Not Forgotten]". Ông còn tán dương đĩa nhạc vì sở hữu "một chút âm thanh và màu sắc dân gian Ireland đa dạng", giúp định hình chất liệu nhạc của nhóm.
Bản đặc biệt của album đã nhận được những nhận xét trái chiều từ giới báo chí Mỹ. James Hunter của Rolling Stone phê phán khâu sản xuất của Ballard trong bài "Queen of Hollywood" vì "cố gượng tạo ra nét giống Alanis mà không cần thiết", và gọi các bài do David Foster sản xuất là "ngu xuẩn", nhưng cho rằng "Mặt khác, đây là một màn tái giới thiệu quá đà một vài nghệ sĩ pop hàng đầu." Một cây viết của tạp chí People thì chỉ trích bản tái phát hành cũng như các bài hát được phối lại, ví sản phẩm là "một bộ sưu tập các giai điệu nhạc pop nhẹ nhàng và thú vị có thể nên thêm nhiều chất liệu Celtic hơn và ít hào nhoáng của phòng thu hơn, album đạt độ chín nhất khi quay trở về với những âm thanh của quê hương: những tiếng kéo vĩ cầm, những phần hòa âm cao vút và tiếng sáo thiếc do cô em Andrea biểu diễn. Giọng hát chính của cô nghe thật đẹp như ngoại hình của cô và các chị em, nhưng phần chuyển soạn ngọt lịm trên đàn dây thì lại tẻ nhạt và vô vị như một cái bãi đậu xe ở Dublin vậy."
Trong lần tái nhìn nhận, tạp chí nhạc rock NME của Anh đã chỉ trích nặng nề album và xếp đĩa ở vị trí thứ 3 trong trong danh sách "25 album nhạc quần chúng khó hiểu của thập niên 90". Album cũng có tên trong bài viết vào năm 2016, có nhan đề "8 trong số những album bán chạy nhất mọi thời đại ở Liên hiệp Anh [mà] chẳng có giá trị gì".

## Phát hành và thành tích thương mại
Bản gốc của album được phát hành trên thị trường quốc tế vào ngày 17 tháng 10 năm 1997 và ngay lập tức gặt hái thành công thương mại ở nhiều vùng lãnh thổ. Sau 5 tháng ra mắt, Talk on Corners đã bán ra hơn một triệu bản toàn thế giới và có 6 lần đoạt chứng chỉ bạch kim ở đất nước quê nhà của họ (Ireland) cũng như cú đúp đĩa bạch kim ở Úc và Tây Ban Nha, đĩa bạch kim ở Đan Mạch và New Zealand, và đĩa vàng ở Nhật Bản và Tây Ban Nha. Tuy nhiên, thành công thương mại của đĩa nhạc ở những nơi khác là khá khiêm tốn, với việc ra mắt ở vị trí số 23 tại Pháp và số 56 tại Đức. Tại Liên hiệp Anh, album ra mắt ở hạng 7, nhưng rồi bị tuột khỏi top 40 chỉ trong một tháng. "Only When I Sleep" và "I Never Loved You Anyway" là hai đĩa đơn đầu tiên được phát hành từ album, bài đầu tiên đã lọt vào top 10 hit ở Ireland, ngoài ra cả hai ca khúc còn vươn tới top 40 của Australian Singles Chart. "What Can I Do" là đĩa đơn thứ ba được phát hành từ album và cũng tiếp tục lọt vào top 40 hit ở Ireland. Cả ba đĩa đơn đều không thể lọt vào top 40 của UK Singles Chart.
Mick Fleetwood (tay trống của Fleetwood Mac) đã tham dự cùng ban nhạc tại buổi hòa nhạc của họ tại Royal Albert Hall vào ngày 17 tháng 3 năm 1998, cụ thể là buổi biểu diễn bài "Dreams" (gần đây bài hát đã được ban nhạc cho vào album Legacy: A Tribute to Fleetwood Mac's Rumours. Toàn bộ buổi hòa nhạc được phát sóng trực tiếp trên kênh BBC One nhân dịp phủ sóng Ngày thánh Patriciô, và sự kiện này đã góp phần nâng tầm danh tiếng của ban nhạc. Bản cover trở thành bài hit đầu tiên của the Corrs lọt top 40 hit ở Liên hiệp Anh sau khi giành được vị trí cao nhất là hạng 6. Một tháng sau, Talk on Corners được tái bản tại nhiều vùng lãnh thổ với "Dreams" được bổ sung dưới dạng bài tặng kèm, và album cuối cùng đã chiếm được ngôi đầu bảng UK Albums Chart vào ngày 21 tháng 6 năm 1998, ở tuần lễ thứ 35 của đĩa trên bảng xếp hạng. Bản này của album cũng là bản đầu tiên được phát hành ở Mỹ. Đĩa lên kệ vào ngày 5 tháng 5 năm, và giành hạng cao nhất — vị trí số 17 trên Top Heatseekers Albums của Billboard. The Corrs: Live at the Royal Albert Hall được phát hành vào tháng 8 năm ấy.

### Talk on Corners: Special Edition
Một bản đặc biệt của đĩa nhạc được phát hành trên thị trường quốc tế vào ngày 9 tháng 11 năm 1998. Bản mới cập nhật này có chứa 5 bài được remix, trong số đó nhiều bài đã được phát hành hoặc tái phát hành dưới dạng đĩa đơn. Bản remix cũ của bài "Dreams" thuộc về Todd Terry, cùng với một bản remix cũ chưa phát hành bài "So Young" của K-Klass, cũng như một bản mix thay thế của "I Never Loved You Anyway" đều có mặt trong sản phẩm. Nhóm nhạc đôi điện tử Tin Tin Out đã remixe thêm hai bài nữa: "What Can I Do" và "Runaway"—bài hát trích từ album đầu tay của nhóm. Tin Tin Out còn mời nhóm nhạc đàn dây Duke Quartet của Châu Âu tới đánh bè hòa tấu cho hai bài hát trên. "What Can I Do" tiếp tục trở thành ca khúc đầu tiên của the Corrs lọt vào top 3 ở Liên hiệp Anh lúc nó được phát hành đĩa đơn, trong khi bản remix của "Runaway" trở thành đĩa đơn đạt thứ hạng cao nhất của họ từ trước đến nay, sau khi chiếm ngôi á quân xếp sau ca khúc "...Baby One More Time" của Britney Spears. "Dreams", "So Young" và "What Can I Do" đều được chứng nhận đĩa bạc bởi BPI nhờ doanh số hơn 200.000 bản cho mỗi bài, trong khi "Runaway" giành được chứng chỉ vàng nhờ doanh số bán hơn 400.000 bản. Tính đến năm 2017, "What Can I Do" đã tiêu thụ 351.000 bản tại khu vực Liên hiệp Anh.
Sau thành công của album tại các thị trường châu Âu và châu Úc, một phiên bản rút gọn từ bản đặc biệt đã được phát hành tại Mỹ vào ngày 16 tháng 2 năm 1999, và giành vị trí số 72 trên Billboard 200. Để quảng bá đĩa này, ban nhạc đã biểu diễn khai mạc cho nhiều ngày thuộc tour diễn No Security Tour của The Rolling Stones, cũng như tour hòa nhạc quốc gia riêng của họ và nhiều lần xuất hiện trên các talk show: Saturday Night Live, The Rosie O'Donnell Show, The Tonight Show with Jay Leno và Late Show with David Letterman. The Corrs: Live at the Royal Albert Hall cũng có nhiều lần lên sóng trên đài PBS.
Phiên bản này là bản đĩa bán chạy nhất của album tại nhiều vùng lãnh thổ. Talk on Corners tiếp tục có tổng cộng 10 tuần chiếm ngôi đầu bảng UK Albums Chart. Trong tuần cuối của đĩa nhạc ở vị trí đầu bảng xếp hạng này, tức vào ngày 4 tháng 4 năm 1999, Forgiven, Not Forgotten đã giành được hạng á quân. Nhạc phẩm kết thúc năm 1998 với danh hiệu album bán chạy nhất năm của Liên hiệp Anh, và cũng là album bán chạy thứ 8 của năm 1999. Năm 2012, Talk on Corners vượt qua Joshua Tree của U2, trở thành album bán chạy nhất mọi thời đại của một nghệ sĩ Ireland ở Anh. Tính tới năm 2016, Talk on Corners đã bán ra hơn 2,96 triệu bản tại Liên hiệp Anh, là một trong những album bán chạy nhất tại đất nước này.
Tương tự, đĩa nhạc có tới 20 lần chứng nhận đĩa bạch kim tại Ireland, (tức thể hiện mức doanh số vượt 300.000 đơn vị) và vẫn là album có nhiều đĩa chứng nhận doanh số nhất mọi thời đại ở Ireland, cũng như là album bán chạy thứ 12 từ trước đến nay. Năm 2001, đĩa nhạc có 6 lần chứng nhận đĩa bạch kim bởi tổ chức Liên đoàn Công nghiệp ghi âm Quốc tế nhờ doanh số vượt 6 triệu đơn vị khắp châu Âu.

## Danh sách bài hát
Tất cả các ca khúc được viết bởi The Corrs, ngoại trừ chỗ ghi chú.
| Talk on Corners  | Talk on Corners                       | Talk on Corners                                                                        | Talk on Corners                             | Talk on Corners |
| STT              | Nhan đề                               | Sáng tác                                                                               | Nhà sản xuất                                | Thời lượng      |
| ---------------- | ------------------------------------- | -------------------------------------------------------------------------------------- | ------------------------------------------- | --------------- |
| 1.               | "Only When I Sleep"                   | Andrea Corr Sharon Corr Caroline Corr Jim Corr Oliver Leiber Paul Peterson John Shanks | Leiber                                      | 4:24            |
| 2.               | "When He's Not Around"                |                                                                                        | David Foster                                | 4:25            |
| 3.               | "Dreams" (bài tặng kèm tái phát hành) | Stevie Nicks                                                                           | Leiber Peter Rafelson [a]                   | 4:01            |
| 4.               | "What Can I Do"                       |                                                                                        | Jim Corr                                    | 4:18            |
| 5.               | "I Never Loved You Anyway"            | The Corrs Carole Bayer Sager                                                           | Foster                                      | 4:27            |
| 6.               | "So Young"                            |                                                                                        | Jim Corr Leiber                             | 3:53            |
| 7.               | "Don't Say You Love Me"               | The Corrs Sager                                                                        | Foster                                      | 4:39            |
| 8.               | "Love Gives Love Takes"               | The Corrs Dane Deviller Sean Hosein Leiber Stacey Piersa Elliot Wolff                  | Leiber                                      | 3:42            |
| 9.               | "Hopelessly Addicted"                 | The Corrs Leiber Shanks                                                                | Leiber                                      | 4:03            |
| 10.              | "Paddy McCarthy" (hòa tấu)            |                                                                                        | Jim Corr Leo Pearson [a] Larry Robinson [b] | 4:58            |
| 11.              | "Intimacy"                            | Neil Giraldo Rick Nowels Billy Steinberg                                               | Nowels Steinberg                            | 3:57            |
| 12.              | "Queen of Hollywood"                  | The Corrs Glen Ballard Deviller Hosein                                                 | Ballard Deviller [a] Hosein [a]             | 5:02            |
| 13.              | "No Good for Me"                      |                                                                                        | Foster                                      | 4:00            |
| 14.              | "Little Wing"                         | Jimi Hendrix                                                                           | John Hughes                                 | 5:08            |
| Tổng thời lượng: | Tổng thời lượng:                      | Tổng thời lượng:                                                                       | Tổng thời lượng:                            | 60:59           |

| Talk on Corners – các bài tặng kèm ở Nhật Bản | Talk on Corners – các bài tặng kèm ở Nhật Bản | Talk on Corners – các bài tặng kèm ở Nhật Bản | Talk on Corners – các bài tặng kèm ở Nhật Bản | Talk on Corners – các bài tặng kèm ở Nhật Bản |
| STT                                           | Nhan đề                                       | Sáng tác                                      | Nhà sản xuất                                  | Thời lượng                                    |
| --------------------------------------------- | --------------------------------------------- | --------------------------------------------- | --------------------------------------------- | --------------------------------------------- |
| 15.                                           | "Remember"                                    |                                               | Foster The Corrs                              | 4:04                                          |
| 16.                                           | "What I Know"                                 | Ballard Siedah Garrett                        | Ballard                                       | 3:49                                          |
| 17.                                           | "Dreams" (bản mix phát thanh của Tee)         | Nicks                                         | Leiber Rafelson Todd Terry [c]                | 3:54                                          |
| Tổng thời lượng:                              | Tổng thời lượng:                              | Tổng thời lượng:                              | Tổng thời lượng:                              | 72:46                                         |

| Talk on Corners – bản lưu diễn có bài tặng kèm | Talk on Corners – bản lưu diễn có bài tặng kèm | Talk on Corners – bản lưu diễn có bài tặng kèm | Talk on Corners – bản lưu diễn có bài tặng kèm |
| STT                                            | Nhan đề                                        | Nhà sản xuất                                   | Thời lượng                                     |
| ---------------------------------------------- | ---------------------------------------------- | ---------------------------------------------- | ---------------------------------------------- |
| 15.                                            | "Runaway"                                      | Foster Jim Corr [a]                            | 4:27                                           |
| 16.                                            | "Forgiven, Not Forgotten"                      | Foster Jim Corr [a]                            | 4:18                                           |
| Tổng thời lượng:                               | Tổng thời lượng:                               | Tổng thời lượng:                               | 69:44                                          |

| Talk on Corners – bản lưu diễn (đĩa tặng kèm) | Talk on Corners – bản lưu diễn (đĩa tặng kèm)                                     | Talk on Corners – bản lưu diễn (đĩa tặng kèm) | Talk on Corners – bản lưu diễn (đĩa tặng kèm) | Talk on Corners – bản lưu diễn (đĩa tặng kèm) |
| STT                                           | Nhan đề                                                                           | Sáng tác                                      | Nhà sản xuất                                  | Thời lượng                                    |
| --------------------------------------------- | --------------------------------------------------------------------------------- | --------------------------------------------- | --------------------------------------------- | --------------------------------------------- |
| 1.                                            | "I Never Loved You Anyway" (bản acoustic)                                         | The Corrs Sager                               |                                               | 3:25                                          |
| 2.                                            | "The Right Time" (live tại Đan Mạch, tháng 7 năm 1996)                            |                                               | Torben Schmidt                                | 4:34                                          |
| 3.                                            | "Queen of Hollywood" (live tại The Royal Albert Hall, Luân Đôn, tháng 3 năm 1998) | The Corrs Ballard Deviller Hosein             | Janet Fraser-Crook Mark Cooper Ray Still      | 5:11                                          |
| 4.                                            | "Toss the Feathers" (live tại Dublin, Ireland)                                    | Traditional (chuyển soạn bởi The Corrs)       |                                               | 3:56                                          |
| 5.                                            | "Closer" (live tại Melbourne, Úc vào tháng 2 năm 1997)                            |                                               | Paul Petran                                   | 4:29                                          |
| Tổng thời lượng:                              | Tổng thời lượng:                                                                  | Tổng thời lượng:                              | Tổng thời lượng:                              | 21:35                                         |

| Talk on Corners – bản đặc biệt quốc tế | Talk on Corners – bản đặc biệt quốc tế      | Talk on Corners – bản đặc biệt quốc tế | Talk on Corners – bản đặc biệt quốc tế |
| STT                                    | Nhan đề                                     | Nhà sản xuất                           | Thời lượng                             |
| -------------------------------------- | ------------------------------------------- | -------------------------------------- | -------------------------------------- |
| 1.                                     | "What Can I Do" (bản remix của Tin Tin Out) | Jim Corr Tin Tin Out [b]               | 4:17                                   |
| 2.                                     | "So Young" (bản remix của K-Klass)          | Jim Corr Leiber K-Klass [c]            | 4:14                                   |
| 3.                                     | "Only When I Sleep"                         | Leiber                                 | 4:23                                   |
| 4.                                     | "When He's Not Around"                      | Foster                                 | 4:24                                   |
| 5.                                     | "Dreams" (bản mix phát thanh của Tee)       | Leiber Rafelson [a] Todd Terry [c]     | 3:52                                   |
| 6.                                     | "I Never Loved You Anyway" (bản thay thế)   | Foster Leiber [c] Rob Chiarelli [c]    | 3:40                                   |
| 7.                                     | "Don't Say You Love Me"                     | Foster                                 | 4:39                                   |
| 8.                                     | "Love Gives Love Takes"                     | Leiber                                 | 3:42                                   |
| 9.                                     | "Runaway" (bản remix của Tin Tin Out)       | Foster Jim Corr [a] Tin Tin Out [b]    | 4:35                                   |
| 10.                                    | "Hopelessly Addicted"                       | Leiber                                 | 4:03                                   |
| 11.                                    | "Paddy McCarthy" (instrumental)             | Jim Corr Pearson [a] Robinson [b]      | 4:58                                   |
| 12.                                    | "Intimacy"                                  | Nowels Steinberg                       | 3:57                                   |
| 13.                                    | "Queen of Hollywood"                        | Ballard Deviller [a] Hosein [a]        | 5:02                                   |
| 14.                                    | "No Good for Me"                            | Foster                                 | 4:00                                   |
| 15.                                    | "Little Wing"                               | Hughes                                 | 5:08                                   |
| Tổng thời lượng:                       | Tổng thời lượng:                            | Tổng thời lượng:                       | 64:54                                  |

| Talk on Corners – bản đặc biệt ở Mỹ | Talk on Corners – bản đặc biệt ở Mỹ            | Talk on Corners – bản đặc biệt ở Mỹ |
| STT                                 | Nhan đề                                        | Thời lượng                          |
| ----------------------------------- | ---------------------------------------------- | ----------------------------------- |
| 1.                                  | "What Can I Do?" (bản remix của Tin Tin Out)   | 4:17                                |
| 2.                                  | "Only When I Sleep"                            | 4:23                                |
| 3.                                  | "So Young" (bản remix của K-Klass)             | 4:14                                |
| 4.                                  | "Dreams" (bản mix phát thanh của Tee)          | 3:52                                |
| 5.                                  | "Runaway" (bản remix của Tin Tin Out)          | 4:35                                |
| 6.                                  | "I Never Loved You Anyway" (alternate version) | 3:40                                |
| 7.                                  | "Paddy McCarthy" (instrumental)                | 4:58                                |
| 8.                                  | "Queen of Hollywood"                           | 5:02                                |
| 9.                                  | "Hopelessly Addicted"                          | 4:03                                |
| 10.                                 | "When He's Not Around"                         | 4:24                                |
| 11.                                 | "No Good for Me"                               | 4:00                                |
| 12.                                 | "Little Wing"                                  | 5:08                                |
| Tổng thời lượng:                    | Tổng thời lượng:                               | 52:36                               |

Ghi chú
- ^[a]  chỉ nhà đồng sản xuất.
- ^[b]  chỉ nhà sản xuất phụ.
- ^[c]  chỉ người remix.

## Các bảng xếp hạng
| Xếp hạng (1997–1999)                     | Vị trí cao nhất |
| ---------------------------------------- | --------------- |
| Album Úc (ARIA)                          | 3               |
| Album Áo (Ö3 Austria)                    | 9               |
| Album Bỉ (Ultratop Vlaanderen)           | 5               |
| Album Bỉ (Ultratop Wallonie)             | 12              |
| Canada Top Albums/CDs (RPM)              | 87              |
| Album Hà Lan (Album Top 100)             | 13              |
| European Albums (Billboard)              | 3               |
| Album Phần Lan (Suomen virallinen lista) | 2               |
| Album Pháp (SNEP)                        | 5               |
| Album Đức (Offizielle Top 100)           | 9               |
| Irish Albums (IRMA)                      | 1               |
| Japanese Albums (Oricon)                 | 28              |
| Malaysian Albums (RIM)                   | 1               |
| Album New Zealand (RMNZ)                 | 1               |
| Album Na Uy (VG-lista)                   | 2               |
| Singaporean Albums (Music Weekly)        | 1               |
| Spanish Albums (Promúsicae)              | 5               |
| Album Thụy Điển (Sverigetopplistan)      | 3               |
| Album Thụy Sĩ (Schweizer Hitparade)      | 15              |
| Album Anh Quốc (OCC)                     | 1               |
| Album Hoa Kỳ Billboard 200               | 72              |

| Xếp hạng (1997)                    | Vị trí |
| ---------------------------------- | ------ |
| Australian Albums (ARIA)           | 34     |
| Xếp hạng (1998)                    | Vị trí |
| Australian Albums (ARIA)           | 34     |
| French Albums (SNEP)               | 44     |
| German Albums (GfK)                | 56     |
| UK Albums (OCC)                    | 1      |
| Xếp hạng (1999)                    | Vị trí |
| Australian Albums (ARIA)           | 25     |
| Belgian Albums (Ultratop Flanders) | 40     |
| Belgian Albums (Ultratop Wallonia) | 39     |
| Dutch Albums (MegaCharts)          | 55     |
| French Albums (SNEP)               | 37     |
| New Zealand Albums (RMNZ)          | 4      |
| Norwegian Albums (VG-lista)        | 4      |
| UK Albums (OCC)                    | 8      |
| Xếp hạng (2000)                    | Vị trí |
| Belgian Albums (Ultratop Flanders) | 92     |
| Dutch Albums (MegaCharts)          | 66     |
| UK Albums (OCC)                    | 62     |

| Xếp hạng (1990–1999) | Vị trí |
| -------------------- | ------ |
| UK Albums (OCC)      | 4      |

| Xếp hạng            | Vị trí |
| ------------------- | ------ |
| Irish Albums (IRMA) | 12     |
| UK Albums (OCC)     | 28     |

## Chứng nhận và doanh số
| Quốc gia                                                                           | Chứng nhận   | Số đơn vị/doanh số chứng nhận |
| ---------------------------------------------------------------------------------- | ------------ | ----------------------------- |
| Úc (ARIA)                                                                          | 4× Bạch kim  | 280.000^                      |
| Bỉ (BEA)                                                                           | Bạch kim     | 50.000*                       |
| Canada (Music Canada)                                                              | Vàng         | 50.000^                       |
| Đan Mạch (IFPI Đan Mạch)                                                           | Bạch kim     | 50.000^                       |
| Phần Lan (Musiikkituottajat)                                                       | Vàng         | 26.356                        |
| Pháp (SNEP)                                                                        | 2× Bạch kim  | 612.200                       |
| Đức (BVMI)                                                                         | Vàng         | 250.000^                      |
| Ireland (IRMA)                                                                     | 20× Bạch kim | 300.000^                      |
| Ý (FIMI)                                                                           | Bạch kim     | 100.000*                      |
| Nhật Bản (RIAJ)                                                                    | Vàng         | 100.000^                      |
| Malaysia                                                                           | —            | 100,000                       |
| Hà Lan (NVPI)                                                                      | Vàng         | 50.000^                       |
| New Zealand (RMNZ)                                                                 | 6× Bạch kim  | 90.000^                       |
| Na Uy (IFPI)                                                                       | Vàng         | 25.000*                       |
| Philippines                                                                        | —            | 90,000                        |
| Tây Ban Nha (PROMUSICAE)                                                           | 6× Bạch kim  | 600.000^                      |
| Thụy Điển (GLF)                                                                    | 2× Bạch kim  | 160.000^                      |
| Thụy Sĩ (IFPI)                                                                     | Vàng         | 25.000^                       |
| Anh Quốc (BPI)                                                                     | 9× Bạch kim  | 2.960.000                     |
| Hoa Kỳ (RIAA)                                                                      | Vàng         | 500.000^                      |
| Tổng hợp                                                                           |              |                               |
| Châu Âu (IFPI)                                                                     | 6× Bạch kim  | 6.000.000*                    |
| * Chứng nhận dựa theo doanh số tiêu thụ. ^ Chứng nhận dựa theo doanh số nhập hàng. |              |                               |

## Lịch sử phát hành
| Vùng          | Ngày                 | Phiên bản                       | Định dạng   | Hãng đĩa                  | Catalog #    |
| ------------- | -------------------- | ------------------------------- | ----------- | ------------------------- | ------------ |
| Ireland       | 17 tháng 10 năm 1997 | Bản gốc                         | CD cassette | 143 Atlantic Lava Records | 7567 83051-2 |
| Đức           | 20 tháng 10 năm 1997 | Bản gốc                         | CD cassette | 143 Atlantic Lava Records | 7567 83051-2 |
| Nhật Bản      | 29 tháng 10 năm 1997 | Bản gốc                         | CD cassette | 143 Atlantic Lava Records | AMCY-2319    |
| Úc            | 2 tháng 11 năm 1997  | Bản gốc                         | CD cassette | 143 Atlantic Lava Records | 83051-2      |
| Toàn thế giới | tháng 4 năm 1998     | tái bản năm 1998 (với "Dreams") | CD cassette | 143 Atlantic Lava Records | 83106-2      |
| Toàn thế giới | tháng 8 năm 1998     | Bản tour                        | CD cassette | 143 Atlantic Lava Records | 80885-2      |
| Toàn thế giới | tháng 11 năm 1998    | Bản đặc biệt                    | CD cassette | 143 Atlantic Lava Records | 80917-2      |
| Bắc Mỹ        | 16 tháng 2 năm 1999  | Bản đặc biệt                    | CD cassette | 143 Atlantic Lava Records | 83164-2      |